# حازم جسام
حازم جسام (انگلیسی: Hazem Jassam؛ زادهٔ ۱ ژوئیهٔ ۱۹۴۹) بازیکن و مربی فوتبال اهل عراق بود.
از باشگاه‌هایی که در آن بازی کرده‌است می‌توان به باشگاه ورزشی الزورا اشاره کرد.
وی همچنین در تیم ملی فوتبال عراق بازی کرده‌است.